# Гуччини, Франческо
Франческо Гуччини (итал. Francésco Guccini; род. 14 июня 1940, Модена) —итальянский автор-исполнитель, журналист и беллетрист-прозаик. За годы карьеры выпустил около 20 студийных альбомов, в том числе платиновые L’ultima Thule и Canzoni da intorto. Написал ряд романов как единственный автор или в соавторстве с Лориано Маккиавелли. Офицер ордена «За заслуги перед Итальянской Республикой» (2004), лауреат национальных музыкальных и литературных премий.

## Биография
Родился в 1940 году в Модене, первые несколько лет жизни провёл у родителей отца в деревне Па́ване (провинция Пистоя). Вернулся в Модену в 1945 году и окончил местную школу. Несколько лет работал репортёром в издании La Gazzetta di Modena.
Переехав с родителями в Болонью, поступил в университет. Согласно биографии на сайте редакции международного вещания RAI, сдал все экзамены, но степень не окончил. С конца 1950-х годов начал сочинять песни. Первая датированная композиция авторства Гуччини — «Il sociale e l’antisociale» — относится к 1961 году. На раннем этапе творчества работы Гуччини сочетали традиции популярной местной музыки и влияние произведений Боба Дилана, многие песни в это время он писал для других исполнителей, в частности, групп Nomadi и Équipe 84. С 1965 года начал преподавать итальянскую литературу в болонском отделении американского Колледжа Дикинсона и продолжал педагогическую карьеру до 1985 года.
В 1967 году на лейбле EMI вышел Folk beat n. 1 — первый студийный альбом Гуччини, на этом этапе использовавшего личное имя как криптоним. В него вошли многие из песен, написанных молодым автором на более ранних этапах, в частности, «Il sociale e l’antisociale» и «Auschwitz», созданные для группы Équipe 84, и «Noi Non Ci Saremo», которую исполняли Nomadi. «Auschwitz», «Noi Non Ci Saremo», а также баллада «In Morte Di S. F.» впоследствии вошли в число «визитных карточек» автора. Поскольку Гуччини ещё не был членом SIAE — Итальянского общества авторов и издателей — все песни на диске были приписаны другим авторам, в основном Тони Вероне и Мансуэто Депонти. Хотя было продано всего около 500 копий альбома, его выход позволил Гуччини впервые появиться в телевизионной программе — 5 мая в передаче Diamoci Del Tu (ведущие Джорджо Габер и Катерина Казелли).
Лейбл EMI издал и следующие 17 альбомов итальянского автора-исполнителя. Первым значительным успехом Гуччини интернет-энциклопедия издательства De Agostini называет вышедший в 1972 году альбом Radici, а первым альбомом, который принёс ему известность у широкой аудитории, — изданный в 1976 году Via Paolo Fabbri 43. Хотя в начале творческой карьеры основу репертуара Гуччини составляли баллады в классическом стиле для голоса и гитары, со временем его арсенал как композитора стал шире и богаче. Диск Parnassius Guccinii, выпущенный в 1994 году, завоевал премию итальянской ассоциации авторов-исполнителей Club Tenco как лучший альбом года. Поэтические достоинства произведений Гуччини были отмечены в 1992 году литературной премией Монтале. Многие его песни отражали политическую позицию автора; наиболее известна в этом отношении «Canzone per Silvia», посвящённая процессу Сильвии Баральдини. Политическая тематика занимает важное место в альбомах второй половины 1990-х годов D’amore di morte e di altre sciocchezze и Stagioni.
В 1989 году дебютировал как прозаик с книгой Croniche Epifaniche. В дальнейшем выпустил ряд романов и рассказов, автобиографических произведений и словарей. Часть книг Гуччини написана в соавторстве: Racconti d’inverno (1994) — с Джорджо Челли и Валерио Массимо Манфреди; романы Macaronì (1997), Un disco dei Platters (1997), Tango e gli altri (2007), Malastagione (2011), Che cosa sa Minosse (2020), Vola golondrina (2023) — c Лориано Маккиавелли; Stesso sangue (2016) — с Маккиавелли, Ю Несбё, Джо Лансдейлом и Марчелло Фоисом. Книга Tralummescuro. Ballata per un paese al tramonto, вышедшая в 2019 году, на следующий год стала финалистом литературной премии Кампьелло. В 1998 году сыграл роль провинциального бармена в дебютном фильме Лучано Лигабуэ «Радио Фреччиа».
В XXI веке, в условиях активной литературной деятельности, студийные альбомы Гуччини стали выходить реже: между Ritratti и L’ultima Thule прошло восемь лет (в промежутке вышел концертный альбом L’osteria delle dame), а между последним и Canzoni da intorto — десять. Однако и L’ultima Thule, и Canzoni da intorto разошлись большими тиражами, получив в Италии платиновый статус. В 2023 году вышел очередной альбом Гуччини, Canzoni da osteria, в экспериментальном порядке выпущенный только на физических носителях, без использования потоковых сервисов.

## Студийные альбомы
- 1967 — Folk beat n. 1
- 1970 — Due anni dopo
- 1970 — L’isola non trovata
- 1972 — Radici
- 1974 — Stanze di vita quotidiana
- 1976 — Via Paolo Fabbri 43
- 1978 — Amerigo
- 1981 — Metropolis
- 1983 — Guccini
- 1987 — Signora Bovary
- 1990 — Quello che non…
- 1993 — Parnassius Guccinii
- 1996 — D’amore di morte e di altre sciocchezze
- 2000 — Stagioni
- 2004 — Ritratti
- 2012 — L’ultima Thule
- 2022 — Canzoni da intorto
- 2023 — Canzoni da osteria

## Концертные альбомы
- 1979 — Album concerto
- 1984 — Fra la via Emilia e il West
- 1988 — …quasi come Dumas…
- 1998 — Guccini Live Collection
- 2001 — Francesco Guccini Live @ RTSI
- 2005 — Anfiteatro Live
- 2017 — L’Ostaria delle dame